# Forserum
Forserum est une localité de Suède située dans la commune de Nässjö du comté de Jönköping. Elle couvre une superficie de 1,95 km2. En 2010, elle compte 2 039 habitants.